# Алберт Аґуайо
Алберт Хуан Аґуайо (англ. Albert Juan Aguayo), Кавалер Ордена Канади, член Королівського товариства, (народився 16 липня 1934) — канадський невролог, наукова діяльність котрого повʼязана з Університетом Макґілла. Родом з Баїя-Бланка, що в Аргентині (Південна Америка) Аґуайо закінчив медичний факультет Національного університету Кордови. Після закінчення навчання в Аргентині, Аґуайо продовжував вивчення неврології, працюючи як помічник лікаря в клініці неврології Університету Торонто і Університету Макгілла. У 1967 році Університет Макгілла призначив Алберта Аґуайо на посаду доцента кафедри неврології та нейрохірургії. З 2000 по 2005 Аґуайо був обраний Генеральним секретарем Міжнародної організації з вивчення мозку, а згодом став і президентом цієї організації з 2006 по 2008 рік.

## Науково-дослідна робота й кар'єра
Відомість доктору Аґуайо принесли революційні дослідження нервових волокон і проявів нервових функцій. Алберт Аґуайо і його команда були першими, хто продемонстрував, що нервові волокна, які знаходяться в центральній нервовій системі й, зокрема, в головному мозку ссавця, здатні відновлювати себе після значного пошкодження або травми. Протягом цього дослідження, Аґуайо використовував різноманітні методики, зокрема й такі як дослідження на лабораторних тваринах. Дані Аґуайо спричинили цілу революцію в регенеративній медицині. Незважаючи на те, що Аґуайо був висококваліфікованим клінічним неврологом, перемогла пристрасть до експериментальних досліджень, і він сконцентрував увагу на дослідженнях в галузі нейробіології. На початку своєї кар'єри в Університеті Макгілла, Аґуайо був запрошений Дональдом Бакстером в неврологічну наукову клініку Університету Макгілла, де розробив і впровадив нові підходи в неврологічній науці.

## Громадська діяльність
Останні громадські обов'язки Аґуайо також включають в себе головування в Північно-Американському товаристві Неврології, в Канадській асоціації неврологів, Канадському Неврологічному товаристві. Як науковий директор Алберт Аґуайо також працював у мережі центрів передового досвіду під назвою Canadian Neuroscience Network of Centres of Excellence (Канадська мережа досконалих центрів неврологічних досліджень). Будучи переконаним подвижником неврології, Алберт Аґуайо також мав багато лекцій в канадських (Університет Торонто, Університет Макгілла ), американських (Гарвардський університет.) та інших унсіверситетів. Він з ентузіазмом пропагує передову неврологічну науку в вищих навчальних закладах. Алберт Аґуайо є автором понад 150 наукових публікацій і отримав престижні дипломи Університету Лунда  (Швеція) Королівського університету (Канада). Був членом редакколегій 26 відомих журналів.

## Нагороди й відзнаки
Алберт Хуан Аґуайо в даний час президент Міжнародної організації з вивчення мозку, як колишній директор Центру Університету Макгілла з досліджень в галузі неврології, очолює Науково-консультативну раду Фонду Інституту Фрідріха Мішера, розташованого в місті Базель, Швейцарія, а нещодавно був призначений в Консультативний Консорціум. Він був удостоєний багатьох нагород і почесних грамот, в тому числі Ордена Канади, був обраний членом Королівського товариства в 1993 р. В 1988 р Аґуайо удостоєний міжнародної премії Canada Gairdner за відкриття відновлення нейронних зв'язків, які можливі при пошкоджених в центральній нервовій системі ссавців.. У 2011 році став лауреатом престижної відзнаки Канадського медичного залу слави.